# Obrost modry
Obrost modry (Physcia caesia (Hoffm.) Hampe ex Fürnr.) – gatunek grzybów z rodziny obrostowatych (Physciaceae). Ze względu na współżycie z glonami zaliczany jest do porostów.

## Systematyka i nazewnictwo
Pozycja w klasyfikacji według Index Fungorum: Physcia, Physciaceae, Caliciales, Lecanoromycetidae, Lecanoromycetes, Pezizomycotina, Ascomycota, Fungi.
Po raz pierwszy gatunek ten opisany został w 1793 przez G. F. Hoffmanna jako Lichen caesius. Do rodzaju Physcia przenieśli go G. E. L. Hampe i A.E. Fürnrohr w 1839 r. i nazwa nadana przez nich jest według Index Fungorum prawidłowa. 
Niektóre synonimy nazwy naukowej:

- Borrera caesia (Hoffm.) Mudd 1861
- Dimelaena caesia (Hoffm.) Norman 1853
- Hagenia caesia (Hoffm.) Bagl. & Carestia 1865
- Imbricaria caesia (Hoffm.) DC. 1805
- Lichen caesius Hoffm. 1788
- Lobaria caesia (Hoffm.) Hoffm. 1796
- Parmelia caesia (Hoffm.) Ach. 1803
- Physcia caesiella (B. de Lesd.) Suza 1930
- Physcia subalbinea Nyl. 1874
- Physcia tribacioides var. caesiella B. de Lesd. 1906
- Physcia wainioi Räsänen 1921
- Placodium caesium (Hoffm.) Frege 1812
- Psora caesia (Hoffm.) Hoffm. 1789
- Squamaria caesia (Hoffm.) Hook. 1844
- Xanthoria caesia (Hoffm.) Horw. 1912

Nazwa polska według W. Fałtynowicza.

## Morfologia
Plecha listkowata, tworząca okrągłe lub nieregularne rozetki o średnicy 2–4 cm. Do podłoża przylegają ściśle. Czasami plechy występują licznie obok siebie, zlewają się i tworzą duże skupiska. Górna powierzchnia plechy ma barwę białawą, lub niebieskawoszarą, a u porostów występujących w górach pokryta jest zwykle białawymi plamkami. Jest głęboko wcinana, jej odcinki są nieco wypukłe, nieregularnie lub widełkowato wcinane i zazwyczaj wydłużone; mają długość większą od szerokości (ta wynosi 0,2-2,5 mm). Charakterystyczną cechą jest brak izydiów, natomiast występują na powierzchni  duże, główkowate i niebieskawe soralia. Dolna strona plechy na obwodzie jest jasna,  w środku ma barwę od brunatnej do czarnej i znajdują się na niej nieliczne, czarne chwytniki. Górna kora zbudowana jest z pseudoparenchymy, rdzeń jest biały i występują w nim glony protokokkoidalne. Obłocznia górą brązowawa, dołem bezbarwna, hypotecjum bezbarwne lub żółtawe. wstawki brązowawe, proste lub rozgałęzione, rzadko główkowate. Kora dolna jest zbudowana z prosoplektenchymy.
Owocniki zdarzają się bardzo rzadko. Są to apotecja lekanorowe o średnicy do 1,5 mm, Mają ciemnobrunatne lub czarne, nagie lub niebieskawo przyprószone tarczki oraz gładki lub karbowany brzeżek (ekscypulum). W jednym worku powstaje po 8 dwukomórkowych, brunatnych, grubościennych askospor o rozmiarach 15–22 × 7–9 μm. Pyknidia występują bardzo rzadko, powstające w nich pykniospory są półcylindryczne i mają rozmiary 4–6 × 1 μm.
Reakcje barwne: kora i rdzeń K+ żółty, C, KC–, P+ żółty. Metabolity wtórne: w korze i rdzeniu występuje atranorin i zeorin, czasami niezidentyfikowate triterpeny.

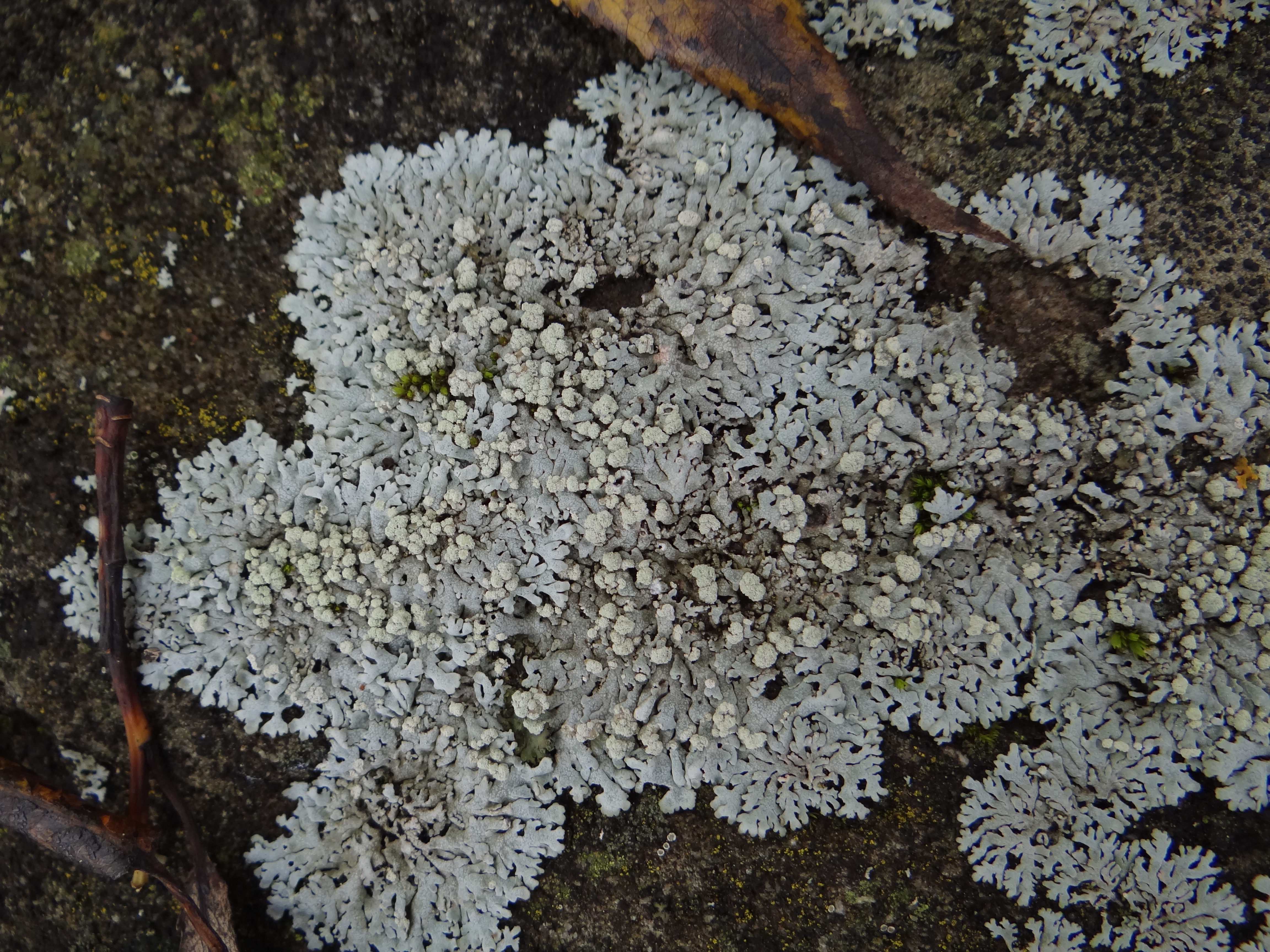
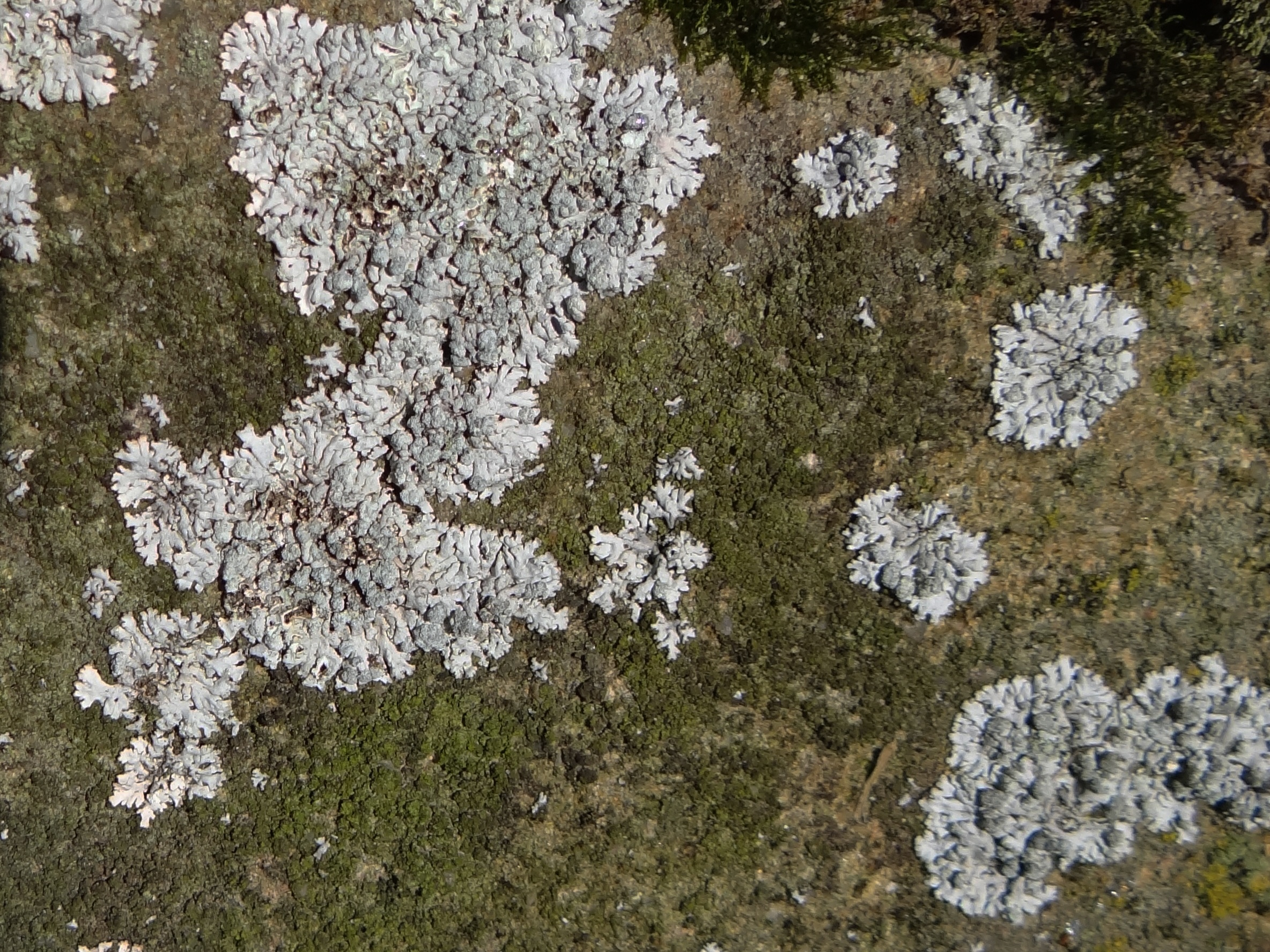
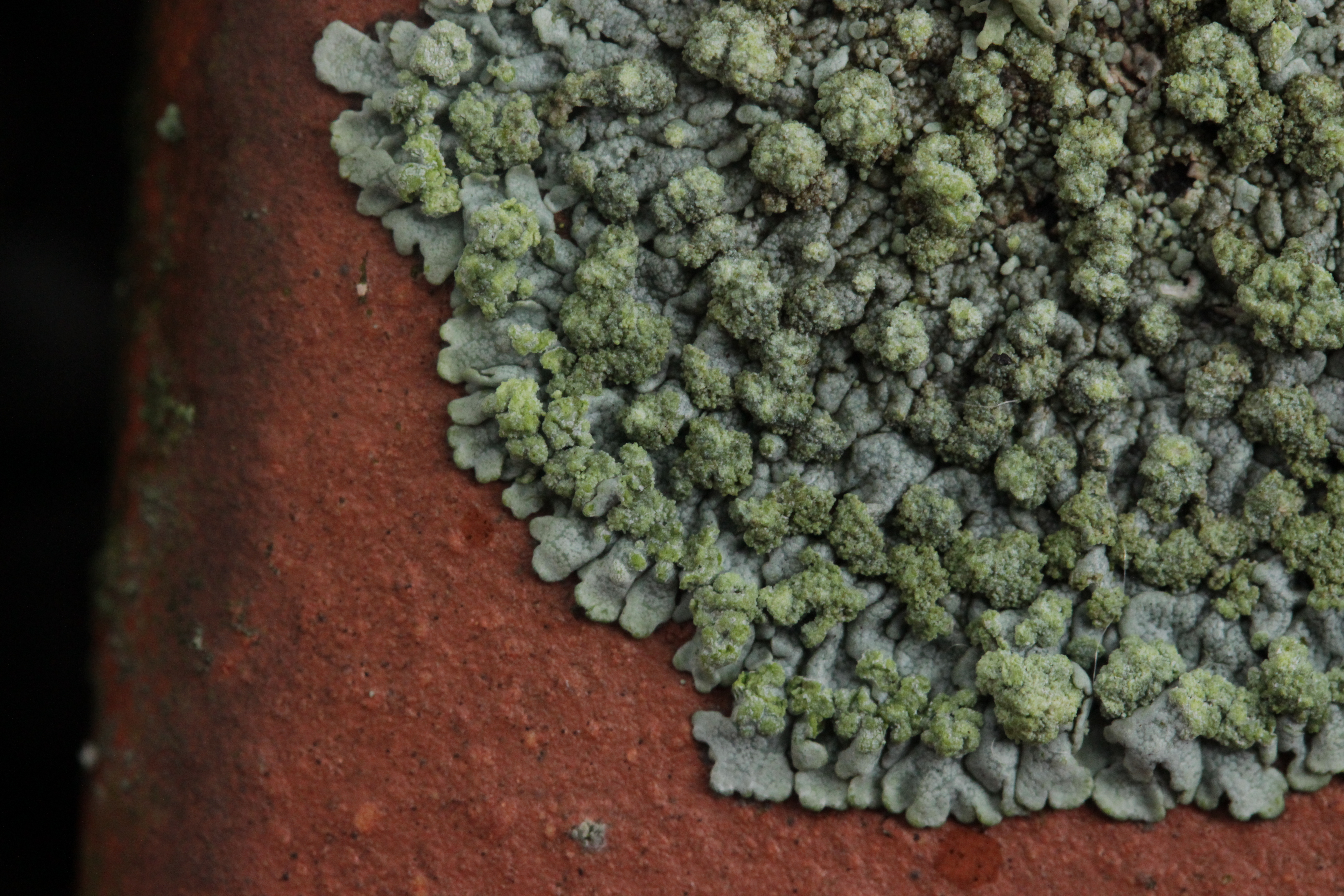
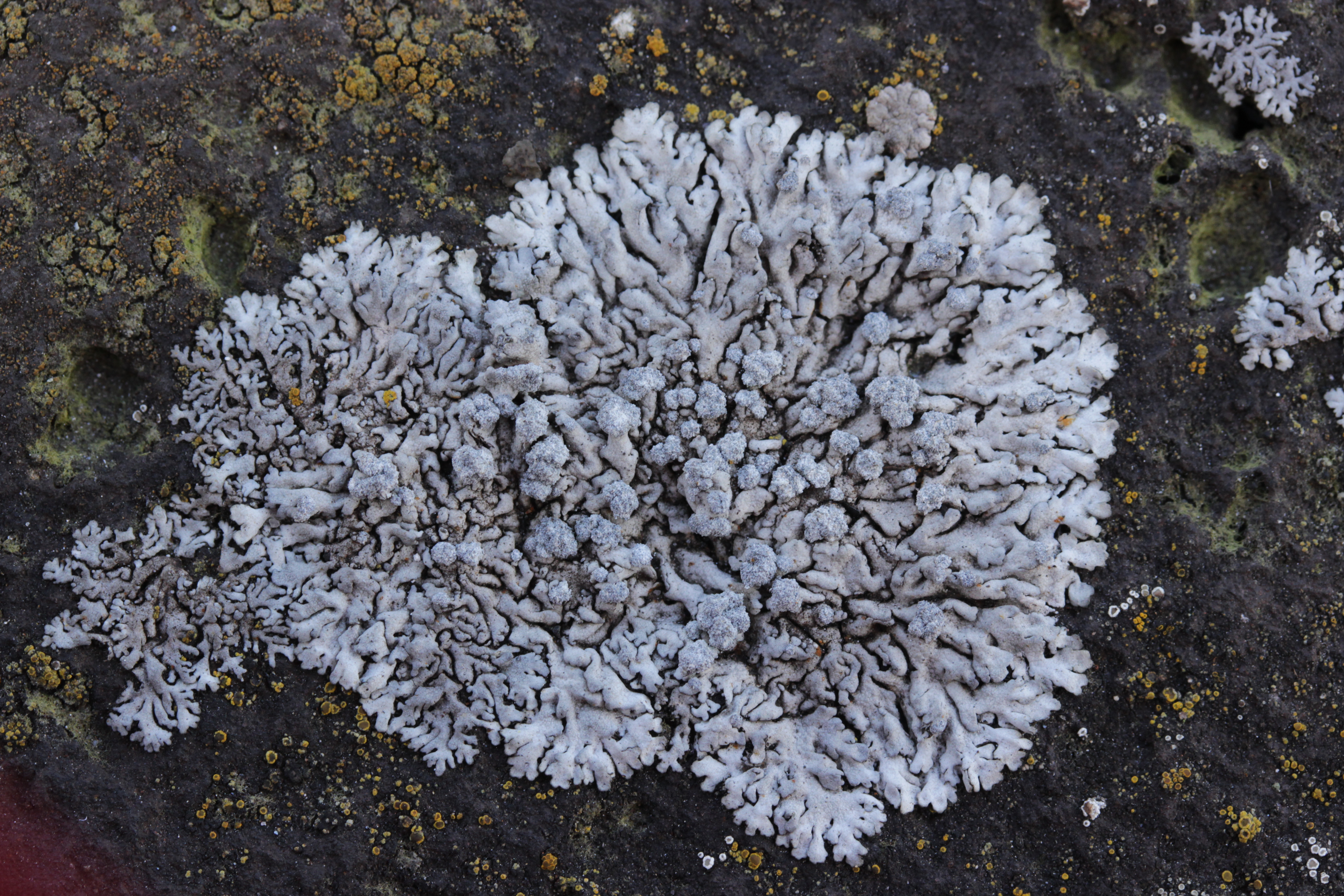

## Występowanie i siedlisko
Gatunek kosmopolityczny, występujący na wszystkich kontynentach łącznie z Antarktydą, a także na wielu wyspach. Występuje od najdalej na północ wysuniętych skrawków lądu na półkuli północnej (północne wybrzeża Grenlandii i archipelag Svalbard), po wybrzeża Antarktydy. W Polsce występuje na obszarze całego kraju
Rośnie głównie na różnego typu skałach, zarówno na wapieniach, jak i skałach krzemianowych oraz na betonie. Spotykany jest także na innych podłożach: na drewnie, korze drzew, mchach, zdarza się nawet na korodujących metalach.

## Gatunki podobne
Podobną plechę ma obrost sinawy (Physcia aipolia), ale gatunek ten występuje głównie na korze drzew, ponadto nie posiada soraliów, prawie zawsze natomiast posiada owocniki. Występująca na skałach tarczownica skalna (Parmelia saxatilis) ma podobną barwę, ale na powierzchni plechy posiada pseudocyfelle i izydia.